# Director de articole
Un director de articole este un site unde se pot trimite articole cu titlu de promovare sau comunicate de presă ce pot conține imagini, materiale video și legături către site-uri. Directoarele de articole sunt extrem de importante în procesul de  optimizare seo și promovare web, acestea oferind posibilitatea de promovare gratuită, obținerea unui backlink și comunicarea lansării unui serviciu sau produs prin comunicate de presă.
Un director de articole, este și un loc unde se pot afla lucruri noi din articolele publicate în categorii relevante.
Orice webmaster are nevoie de o listă de directoare de articole în care își poate promova site-ul, produsul sau afacerea.